# Francisco Tilman Cepeda

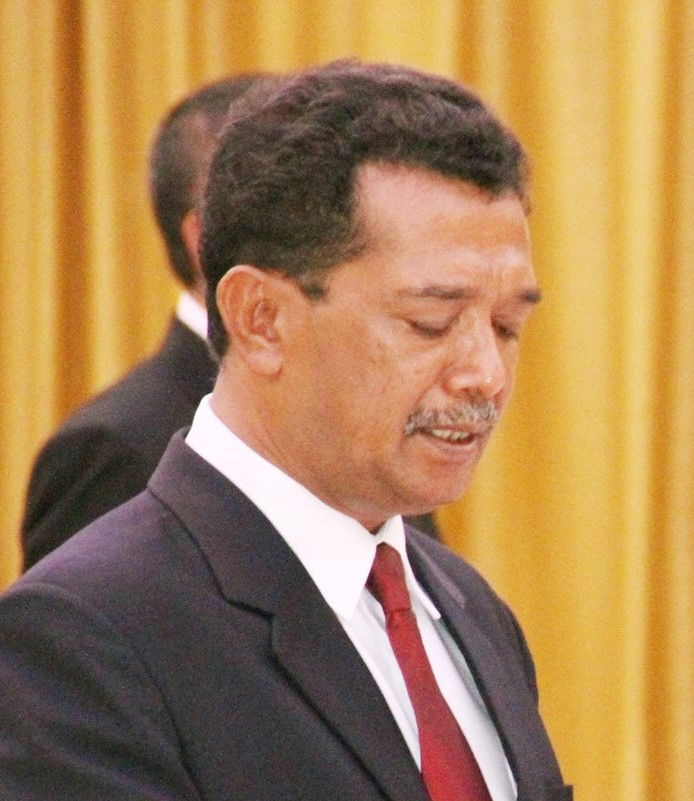
Francisco Tilman Cepeda (2016)

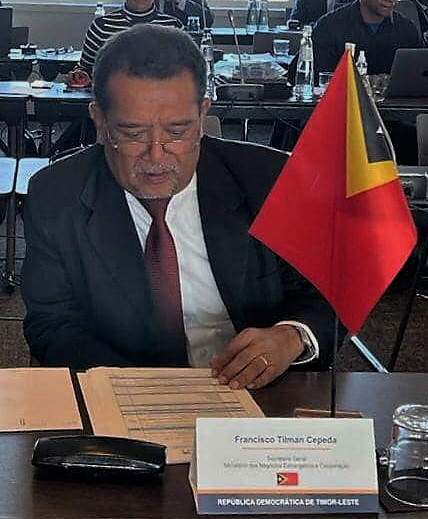
Cepeda in Brüssel (2023)

Francisco Tilman Cepeda (* 21. Dezember 1963 in Same, Portugiesisch-Timor) ist ein osttimoresischer Beamter und Diplomat.

## Werdegang
Nach der Schule in Dili besuchte er von 1986 bis 1996 die Universität Airlangga im indonesischen Surabaya.
Im Februar 1999 war er politischer Sprecher des Conselho Nacional de Resistência Timorense (CNRT), des osttimoresischen Dachverbandes der Widerstandsgruppen gegen die indonesische Besatzung. 2001 war Cepeda Technischer Sekretär der FRETILIN.
Im unabhängigen Osttimor wurde Cepeda Beamter im Außenministerium. Unter anderem war er  Direktor für multilaterale Angelegenheiten und Anlaufstelle der Gemeinschaft der Portugiesischsprachigen Länder (CPLP). In den Philippinen war er von 2007 bis 2012 Botschafter Osttimors. Sein Nachfolger in Manila wurde Juvêncio Martins. Zwischen 2012 und 2016 war Cepeda Generalsekretär und Protokollchef im Außenministerium Osttimors. Am 16. Februar 2016 wurde er von Staatspräsident Taur Matan Ruak zum neuen Botschafter Osttimors in Brüssel ernannt. Damit vertrat Cepeda Osttimor bei der Europäischen Union und mehreren Staaten, darunter Deutschland. Die Akkreditierung bei Philippe, König von Belgien, fand am 26. Mai 2016 statt, bei der Europäischen Union am 1. Juli 2016, für Österreich bereits am 5. November 2015. 2021 wurde Jorge Trindade Neves de Camões zum neuen osttimoresischen Botschafter in Brüssel vereidigt. Von 2021 bis 2024 war Cepeda wieder Generalsekretär des Außenministeriums Osttimors.
Am 15. Oktober 2024 wurde Cepeda als osttimoresischer Botschafter in Thailand vereidigt.